# Куйта (Аларский район)
Куйта (бур. Хүйтан) — деревня в Аларском районе Усть-Ордынского Бурятского округа Иркутской области. Входит в муниципальное образование «Куйта».

## География
Село расположено в примерно 18 км южнее районного центра (по прямой).

## Внутреннее деление
Состоит из семи улиц:
- 1-я улица
- 2-я улица
- 3-я улица
- Нижняя
- Новая
- Центральная
- Школьная

## Происхождение названия
Многие, в частности, Алексей Бадмаев производят данное название от бурятского хүйтэн — «холодный», «ветреный» (холодная долина).
Галина Сосова считает, что этот топоним может происходить от бурятского хуй — «ножны». Ранее в этой местности проживали воинствующие племена, воины которых носили шашки (в ножнах).
По словам Матвея Мельхеева, название Куйта происходит от бурятского хүнтэй (произносится как хыйтан) — «обширное, плоское приподнятое пространство вдали от леса, с плодородными почвами, пригодными для пашни и просторными пастбищами» (буквально «людный»).
Станислав Гурулёв производит данное название от хакасского куй — «пещера», «русло реки», тувинского куй — «пещера», «грот» или киргизского куй — «глубокий овраг».

## Инфраструктура
Ранее в селе была школа, располагавшаяся в здании, построенном более ста лет назад, которая позже была закрыта. В 2011 году в старом здании было решено открыть детский сад, позже — начальную школу.

## Население
| 2002 | 2010 | 2011 | 2012 |
| ---- | ---- | ---- | ---- |
| 305  | ↘244 | ↘243 | ↘232 |

На 2010 год в селе насчитывалось 244 жителя, 86 дворов.

## Люди, связанные с селом
- Дарбеева, Анна Ангадыковна (1917—2013) — советская учёная, доктор филологических наук.
- Степанова, Мария Николаевна (1916—1983) — бурятская актриса, народная артистка СССР (1976).

## Русская православная церковь
Церковь была построена на средства Иркутского комитета миссионерского общества и причислена к приходу миссионерской Николаевской церкви с. Бажей. Освятил храм (27 января 1903) иркутский архиепископ Тихон. Церковь одновременно являлось и школой на 50 учащихся. На время уроков школа отделялась от алтаря глухой ширмой. Иконостас в эту церковь был передан из петроградского храма Киевского Митрополичьего подворья по просьбе архиепископа Тихона. Здание не сохранилось.